# 天球ぴんぽんず
天球ぴんぽんずは、ボーカルの芝田吾朗とぴあぴ、ベースのシュガーから成る、日本の音楽ユニットである。

自らが主催する「才能はかり売りマーケットごろっぴあ」所属。

2018年8月ごろから、シュガーの一時活動休止にともない、「天球ぴんぽんず」としての活動を休止し
芝田吾朗とぴあぴ、そして「天球ぴんぽんず」のサポートである3LDKことシゲゾーの三人で「#招福ハレルヤ」（ハッシュタグショウフクハレルヤ）として活動をつづけている。

## 概要
地球を浄化するために、第3宇宙から降臨したスペースシャーマンという顔をもっており

告知などでは、スペースシャーマン天球ぴんぽんずが「○○（ライブハウスの場所）」に降臨！と紹介される。

ライブ中にインプロ（即興）を取り入れることも多く、その浮遊感のある演奏には定評がある。

基本的に、衣装は緑色のデサント“MOVE SPORT”のトレーニングウェア。

## 来歴
- 2001年　ユニット結成
- 2017年　キーボードの3LDKを加えた4人で『天球ぴんぽんず（∞3LDK）』としてライブハウスを中心に活動中。
- 2017年からは、本拠地を大阪・天満宮から富田林市へ移し[1]「ぴんぽん地球ス（テラス）」としてライブやワークショップ等のイベントを行っている。

## メンバー
- 芝田吾朗『BLUEZIE!?』のボーカル、ソロとしては『GORO SHIBATA』として2度のメジャーデビューを経て『ブエノスアイレス』結成（ボーカル）
- Piapi（ぴあぴ）「ぴよぴよ」というユニットを組んでデビュー、その後「オプティム」というユニットを組んで2度のメジャーデビューを経験。
- シュガー（佐藤敦）ライブ中、無言でありながら常に最前列センターでベースを演奏するというスタイル。
曲によっては、鼻で吸いながら口から吐くという循環呼吸という特殊奏法によって演奏されるアボリジニの木製の民族楽器ディジュリドゥを演奏することもある。
- 3LDK（上村茂三）かつて、Piapiとともにぴよぴよやオプティムとして活動。（代表曲に、アニメ「らんま1/2 熱闘編」EDテーマ「虹と太陽の丘」がある）

## ライブ
- 2017年10月31日 台湾REVOLVER(台北市)にてライブを行った。

## テーマ曲
2013年〜2016年　キョーリン製薬グループ presents「体のひみつ大冒険DX」（幕張メッセ）

## ディスコグラフィ

### アルバム
| 枚 | リリース      | タイトル          | 収録曲 | カタログNo |
| -- | ------------- | ----------------- | --- | ---------- |
| 1  | 2002年6月1日  | 天球ぴんぽんず    | 1. 斉藤祐介 2. 蜂蜜 3. 天才ばかバンドのテーマ 4. Strawberry healing 5. 真夜中のトンネル 6. 離×Congratulation 7. おやすみベイブ | TPSCD001   |
| 2  | 2003年2月22日 | ∞（Love is Peace) | 1. 緑黙 2. すみれロード 3. キッチン 4. 名探偵木村ロビンの憂鬱 5. くじらのナミダ 6. 空 7. ありがと 8. 架空爆弾                  | TPSCD002   |